# Jean Lucas (football)
Pour les articles homonymes, voir Jean Lucas.
Jean Lucas de Souza Oliveira, plus communément appelé Jean Lucas, est un footballeur brésilien, né le 22 juin 1998 à Rio de Janeiro. Il évolue au poste de milieu relayeur à l'EC Bahia.

## Biographie

### Carrière en club

#### Jeunesse
Né à Rio de Janeiro, Jean Lucas commence le football en 2006 au sein du Nova Iguaçu FC. À l'âge de 15 ans, il intègre l'équipe de Bonsucesso. Alors que sa grand-mère vient de décéder, le jeune joueur souhaite abandonner sa carrière de footballeur. Remobilisé par ses parents, ce n’est que deux ans plus tard, en 2015, qu’il rejoint finalement le club de Flamengo grâce à un essai concluant.

#### Flamengo (2018)
D'abord intégré dans les équipes de jeunes de Flamengo, il côtoie alors de grands espoirs comme Lucas Paquetá et Vinícius Júnior. Il est promu en équipe première au début de la saison 2018 par son entraîneur Reinaldo Rueda. Il fait ses débuts professionnels le 17 janvier, en étant titularisé lors d'un match de championnat de l'Etat de Rio sur la pelouse du Volta Redonda (victoire 2–0),.
Le 16 février 2018, il signe un contrat de trois ans, le liant au club auriverde jusqu'en 2021 avec une clause libératoire estimée à 30 millions d'euros. Jean Lucas dispute son premier match de Série A le 22 avril, en remplaçant Lucas Paquetá dans le temps additionnel lors d'une défaite à domicile 2 buts à 0 contre l'América Mineiro. Au total, il participera à 14 matchs en première division brésilienne lors de sa première saison.
Le 24 mai 2018, il participe également à son premier match de Copa Libertadores, étant titulaire lors de la rencontre opposant son club formateur à River Plate au Monumental de Núñez (match nul 0-0). Il disputera au total deux matchs dans cette compétition.

#### Santos FC (2019)
Le 9 février 2019, il est prêté au Santos FC jusqu'à la fin de la saison. Sous les ordres de son entraîneur Jorge Sampaoli, ancien sélectionneur du Chili et de l’Argentine, il devient progressivement un titulaire indiscutable, disputant 20 matchs au total.

#### Olympique lyonnais (2019-2021)
Le 25 juin 2019, il est transféré à l'Olympique lyonnais où il rejoint le nouvel entraîneur brésilien Sylvinho, club avec lequel il signe un contrat de cinq ans, pour une somme de 8 millions d'euros,. Le vendredi 16 août 2019, lors de la 69e minute du deuxième match de L1 de la saison 2019-2020 il remplace son compatriote Thiago Mendes et marque son premier but sous le maillot lyonnais trois minutes plus tard contre le SCO d'Angers à la suite d'une belle passe en retrait du Néerlandais Memphis Depay. Résultat final 6-0 au Groupama Stadium. Il marque ses deuxième et troisième buts lyonnais en Coupe de la Ligue, lors des huitièmes-de-finale contre le Toulouse Football Club et des quarts contre le Stade brestois. Avec deux buts dans la compétition, il est le cinquième meilleur buteur de la dernière édition de l'histoire de la Coupe de la Ligue.

#### Stade brestois 29 (2021)
Le 12 janvier 2021, il est prêté sans option d'achat au Stade brestois 29 jusqu'à la fin de la saison.

#### AS Monaco (2021-2024)
Le 2 août 2021, il s'engage pour cinq saisons avec l'AS Monaco. Il est considéré à la mi-saison comme l'un des plus grands flops du mercato estival en n'étant pas été décisif une seule fois. Le 16 janvier 2022, il offre sa première passe décisive pour Sofiane Diop contre Clermont en Ligue 1 d'une subtile talonnade. C'est le 30 janvier 2022 qu'il marque son premier but en rouge et blanc lors du huitième de finale de la Coupe de France contre le RC Lens, d'ailleurs, il offre sa deuxième passe décisive en rouge et blanc. Le 5 février 2022, il marque contre son ancien club de l'Olympique lyonnais à la deuxième minute sur une tête smashée qui bat Anthony Lopes. Dans ce match, il a aussi l'occasion d'enfoncer le clou mais il n'y parvient pas. Finalement, Monaco l'emporte 2-0 et double Lyon au classement.

## Profil
Wolney Lima et Lucas Musetti, journalistes à Santa Cecilia TV et Gazeta, le décrivent comme un joueur polyvalent et doué techniquement, disposant d’une bonne qualité de passe et jouant toujours la tête relevée. Ils soulignent également que le joueur dispose encore d’une marge de progression importante, en termes de régularité et d’efficacité face au but.

## Statistiques détaillées
| Saison                | Club                     | Championnat           | Championnat | Championnat | Championnat | Coupe nationale | Coupe nationale | Coupe nationale | Coupe de la Ligue | Coupe de la Ligue | Coupe de la Ligue | Compétition(s) continentale(s) | Compétition(s) continentale(s) | Compétition(s) continentale(s) | Compétition(s) continentale(s) | Championnat d'État | Championnat d'État | Championnat d'État | Total | Total | Total |
| Saison                | Club                     | Division              | M.          | B.          | P.d.        | M.              | B.              | P.d.            | M.                | B.                | P.d.              | Comp.                          | M.                             | B.                             | P.d.                           | M.                 | B.                 | P.d.               | M.    | B.    | P.d.  |
| 2018                  | CR Flamengo              | Serie A               | 14          | 0           | 0           | 2               | 0               | 0               | -                 | -                 | -                 | CL                             | 2                              | 0                              | 0                              | 5                  | 0                  | 0                  | 23    | 0     | 0     |
| 2019                  | CR Flamengo              | Serie A               | -           | -           | -           | -               | -               | -               | -                 | -                 | -                 | -                              | -                              | -                              | -                              | 2                  | 0                  | 0                  | 2     | 0     | 0     |
| Sous-total            | Sous-total               | Sous-total            | 14          | 0           | 0           | 2               | 0               | 0               | 0                 | 0                 | 0                 | -                              | 2                              | 0                              | 0                              | 7                  | 0                  | 0                  | 25    | 0     | 0     |
| 2019                  | Santos FC (prêt)         | Serie A               | 9           | 0           | 1           | 6               | 0               | 0               | -                 | -                 | -                 | -                              | -                              | -                              | -                              | 5                  | 0                  | 0                  | 20    | 0     | 1     |
| Sous-total            | Sous-total               | Sous-total            | 9           | 0           | 1           | 6               | 0               | 0               | 0                 | 0                 | 0                 | -                              | 0                              | 0                              | 0                              | 5                  | 0                  | 0                  | 20    | 0     | 1     |
| 2019-2020             | Olympique lyonnais       | Ligue 1               | 11          | 1           | 0           | 3               | 0               | 0               | 2                 | 2                 | 1                 | C1                             | 1                              | 0                              | 0                              | -                  | -                  | -                  | 17    | 3     | 1     |
| 2020-2021             | Olympique lyonnais       | Ligue 1               | 8           | 0           | 0           | -               | -               | -               | -                 | -                 | -                 | -                              | -                              | -                              | -                              | -                  | -                  | -                  | 8     | 0     | 0     |
| Sous-total            | Sous-total               | Sous-total            | 19          | 1           | 0           | 3               | 0               | 0               | 2                 | 2                 | 1                 | -                              | 1                              | 0                              | 0                              | 0                  | 0                  | 0                  | 25    | 3     | 1     |
| 2020-2021             | Stade brestois 29 (prêt) | Ligue 1               | 16          | 0           | 2           | 1               | 0               | 0               | -                 | -                 | -                 | -                              | -                              | -                              | -                              | -                  | -                  | -                  | 17    | 0     | 2     |
| Sous-total            | Sous-total               | Sous-total            | 16          | 0           | 2           | 1               | 0               | 0               | -                 | -                 | -                 | -                              | -                              | -                              | -                              | 0                  | 0                  | 0                  | 17    | 0     | 2     |
| 2021-2022             | AS Monaco                | Ligue 1               | 28          | 1           | 1           | 2               | 1               | 1               | -                 | -                 | -                 | C1+C3                          | 2+7                            | 0                              | 0                              | -                  | -                  | -                  | 39    | 2     | 2     |
| 2022-2023             | AS Monaco                | Ligue 1               | 6           | 0           | 0           | 0               | 0               | 0               | -                 | -                 | -                 | C1+C3                          | 1+3                            | 0                              | 0                              | -                  | -                  | -                  | 10    | 0     | 0     |
| Sous-total            | Sous-total               | Sous-total            | 34          | 1           | 1           | 2               | 1               | 1               | -                 | -                 | -                 | -                              | 13                             | 0                              | 0                              | 0                  | 0                  | 0                  | 49    | 2     | 2     |
| 2023                  | Santos FC                | Serie A               | -           | -           | -           | -               | -               | -               | -                 | -                 | -                 | -                              | -                              | -                              | -                              | -                  | -                  | -                  | 0     | 0     | 0     |
| Total sur la carrière | Total sur la carrière    | Total sur la carrière | 92          | 2           | 4           | 14              | 1               | 1               | 2                 | 2                 | 1                 | -                              | 16                             | 0                              | 0                              | 12                 | 0                  | 0                  | 136   | 5     | 6     |

## Palmarès
| CR Flamengo (1) | Olympique lyonnais                                                                          | EC Bahia                                 |
| --- | ------------------------------------------------------------------------------------------- | ---------------------------------------- |
| - Championnat du Brésil - Vice-champion en 2018 - Coupe Guanabara - Vainqueur en 2018 - Coupe de Floride (Tournoi amical) - Vainqueur en 2019 | - Emirates Cup (Tournoi amical) - Vainqueur en 2019 - Coupe de la Ligue - Finaliste en 2020 | - Championnat Baiano - Vainqueur en 2025 |